# نغو دينه ديم
نغو دينه ديم (بالفيتنامية: Ngô Đình Diệm)‏ (ولد 1901 – 1963 م) هو سياسي جنوب فيتنامي من أسرة نجوين. وهو مندرين (مسؤول) سابق، وعينه رئيس الدولة باو داي في منصب رئيس وزراء دولة فيتنام عام 1954. وقام بتنحية باو داي عن الحكم بعد فوزه باستفتاء مزور في شهر أكتوبر من عام 1955، وأعلن عن قيام جمهورية فيتنام الأولى. كان زعيم العنصر الكاثوليكي وعارضه البوذيون. جرى اغتيال ديم مع أخيه نغو دينه نيو في شهر نوفمبر عام 1963، خلال انقلاب مدعوم من طرف وكالة الاستخبارات المركزية الأمريكية، وذلك بعد اندلاع مظاهرات بوذية مستمرة وترافقت مع مقاومة لاعنيفة. يعد ديم من الشخصيات المثيرة للجدل في مجال تأريخ ودراسة حرب فيتنام. حيث يرى بعض المؤرخون أن صانعي السياسة الأمريكيين استخدموه كأداة، بينما يعتبره البعض تجسيداً للتقليد الفيتنامي. ولكن صوّرته بعض الدراسات التاريخية حديثة العهد من وجهة نظر قومية فيتنامية على اعتباره قائد كفء ورؤيته لتحديث وبناء جنوب فيتنام.[بحاجة لرقم الصفحة]

## الرئاسة (1955–1963)

### تأسيس جمهورية فيتنام
حُدد موعد إجراء استفتاء في جنوب فيتنام لتحديد المسار المستقبلي الذي سيتبعه الجنوب بتاريخ 23 أكتوبر من عام 1955، حيث سيقرر فيه الشعب إذا ما سيختار «نغو دينه ديم» أو «باو داي» زعيماً لجنوب فيتنام. عمِلَ حزب العمال الثوري الشخصاني (حزب كان لاو) ونغو دينه نهو (وهو شقيق ديم) على دعم القاعدة الانتخابية لديم من خلال تنظيم وتولي الإشراف على الانتخابات ولا سيما في حملة الدعاية والترويج التي هدفوا فيها إلى تدمير وتلطيخ سمعة باو داي. ولم يُسمح لمؤيدي باو داي بإجراء حملة انتخابية لهُ. أظهرت النتائج الرسمية فوز نغو دينه ديم بنسبة عالية بشكل لا يصدّق من الأصوات تبلغ 98.2%، وقد لاقت النتيجة إدانات من عدة أطراف معتبرينها محض تزوير. تجاوز مجموع عدد أصوات النتيجة المعلنة عدد المقترعين المسجلين بمقدار 380,000، وهو دليل واضح على تزوير نتيجة الاستفتاء. فمثلاً، كان عدد المقترعين المسجلين في سايغون فقط 450,000 مقترعاً، أمَّا النتيجة فادعت أن 605,025 شخص صواتوا لنغو دينه ديم.
أعلن نغو دينه ديم عن تشكيل جمهورية فيتنام بتاريخ 26 أكتوبر عام 1955 جاعلاً من نفسه أول رئيس عليها، ولكن دستورها الأول لم يحوي على مواد تعلن عن تأسيسها جمهوريةً مستقلة وعن تنظيم انتخابات لرئيسها حتى ذاك اليوم. تقرر بموجب اتفاق جنيف عام 1954 إجراء انتخابات لإعادة توحيد البلاد عام 1956. رفض ديم إجراء هذه الانتخابات مدَّعياً عدم إمكانية عقد انتخابات حرَّة في الشمال. كان رفض نغو دينه ديم لاتفاق جنيف وفقا لتايلور طريقةً أبدى فيها ديم معارضته للاستعمار الفرنسي لفيتنام. فقد كان تخلص «نغو دينه ديم» من «باو داي»، بالإضافة إلى تأسيس جمهورية فيتنام الأولى طريقة لإعلان استقلال فيتنام عن فرنسا. وجرى في نفس الوقت الإعلان عن الدستور الأول لجمهورية فيتنام. تمتع «نغو دينه ديم» بصلاحيات مطلقة تقريباً في حكمه على جنوب فيتنام وفقاً لما نص عليه هذا الدستور. وكان منهجه في الحكم يشتد في ديكتاتوريته بمرور الوقت.
لعب حزب العمال الثوري الشخصاني (حزب كان لاو) دورياً في نظام «نغو دينه ديم». كان نشاط الحزب سريَّاً في بادئ الأمر مقتصراً على شبكة من الخلايا لم يعلم فيها العضو الحزبي سوى هويات بضعة أعضاء أخرين لا أكثر.

## الانقلاب والاغتيال
بدأت القوات المسلحة والقوميون الفيتناميون غير الشيوعيون بالتحضير لانقلاب في ظل تفاقم الأزمة البوذية خلال يوليو عام 1963. أورد بوي ديم الذي سيصبح سفير جنوب فيتنام لدى الولايات المتحدة في مذكراته أن الجنرال لي فان كيم طلب مساعدته لمعرفة ما قد تقوم به الولايات المتحدة بخصوص حكومة نغو دينه ديم. وكان ديم على صلة مع السفارة ومع صحفيين أمريكيين معروفين مقيمن في جنوب فيتنام وهم ديفيد هالبرستام من النيويورك تايمز ونيل شيهان من يونايتد برس إنترناشونال ومالكوم براون من الأسوشيتد برس.
خطط للانقلاب مجلس عسكري اشتمل على جنرالات من الجيش الفيتنامي الجنوبي بقيادة الجنرال (دونغ فان منه). أصبح عميل الاستخبارات المركزية الأمريكية لوسيين كونين وسيطا للتواصل بين السفارة الأمريكية والجنرالات تحت قيادة (تران فان دون). والتقوا للمرة الأولى بتاريخ 2 أكتوبر عام 1963 في مطار مطار تان سون نهات الدولي. والتقى العميل كونين بعد ثلاثة أيام بالجنرال دونغ فان منه للتباحث في موضوع الانقلاب وموقف الولايات المتحدة من الأمر. أوصل كونين رسالة البيت الأبيض لعدم التدخل الأمريكي، وهو ما كرره السفير الأمريكي هنري كابوت لودج الابن والذي أعطى ضمانات سرية للجنرالات بأن بلاده لن تتدخل.
لا يجب المبالغة بالدور الذي لعبته الولايات المتحدة في الانقلاب حيث لم يكن الانقلاب بالأساس سوى شأن فيتنامي خطط له جنرالات فيتناميون. كان مخططو انقلاب عام 1963 على دراية بسبل الحصول على دعم الجيش الفيتناني الجنوبي على العكس من انقلاب عام 1960. دعمهم الجنرال (تون ثات دن) والجنرال (دو كاو تري) والجنرال (نيجيين خانه).
قام دونغ فان منه وزملائه بإسقاط الحكومة بانقلاب عسكري يوم 1 نوفمبر عام 1963. ولم يبقى سوى حرس القصر الجمهوري وأخوه الأصغر نيو ليدافعوا نغو دينه ديم، واتصل الجنرالات بالقصر وعرضوا عليه الاستسلام مقابل المنفى ولكنه هرب في تلك الليلة مع حاشيته سالكا ممرا تحت الأرض يؤدي إلى كنيسة تشا تام الكاثوليكية في حي تشولون بمدينة هو تشي منه وهناك ألقي القبض عليه في صباح اليوم التالي يوم 2 نوفمبر. واغتيل نغو دينه ديم نع أخاه على ظهر إم-113 بحربة ومسدس دوار على يد الكابتن نيجيين فان نيونغ بأومر دونغ فان منه وهم على الطريق نحو المقرات المشتركة. ودفن نغو دينه ديم في قبر دون شاهد بمقبرة تقع بالقرب من منزل السفير الأمريكي.

## وصلات خارجية
- نغو دينه ديم على موقع الموسوعة البريطانية (الإنجليزية)
- نغو دينه ديم على موقع مونزينجر (الألمانية)
- جون كينيدي وانقلاب نغو دينه ديم – أرشيف الأمن القومي الأمريكي. (بالإنجليزية)
- أوراق البنتاغون: "الإطاحة بنغو دينه ديم"، المجلد الثاني، الفصل الرابع (مايو-نوفمبر عام 1963)، صفحات 201-76 (بالإنجليزية)